# Silberg (Schmallenberg)
 Silberg  ist ein Ortsteil der Stadt Schmallenberg in Nordrhein-Westfalen.
Der Ortsteil liegt rund 7 km nordwestlich von Schmallenberg. Angrenzende Orte sind Keppel, Herschede, Arpe und Oberlandenbeck. Rund 500 Meter südlich von Silberg entspringt der Bach Silbecke.
Der Kotten „Joannes Hardebusch“ in Niederberndorf wurde laut dem hessischen Kataster-Register von 1807 an eine Familie Schörmann in Niederberndorf veräußert. Dafür erwarb der Hardebusch den größten Teil der Gerwe´schen Grundstücke am Silberg um sich dort etwa um 1902 anzusiedeln.
Bis zur kommunalen Neugliederung in Nordrhein-Westfalen gehörte Silberg zur Gemeinde Berghausen. Seit dem 1. Januar 1975 ist das Gehöft ein Ortsteil der Stadt Schmallenberg.